# Рагби 15 репрезентација Јамајке
Рагби јунион репрезентација Јамајке је рагби јунион тим који представља Јамајку у овом контактном екипном спорту. Дрес Јамајке је црне боје, а селектор је Конрој О'малеј. Рагби јунион репрезентација Јамајке је први званичан тест меч играла 1960. и изгубила је 6-0, а противник је била Рагби јунион репрезентација Тринидада и Тобага. Најубедљивију победу Јамајчани су остварили 1998. 22-5. над Бахамасом.